# Баббитт (город, Миннесота)
Баббитт (англ. Babbitt) — город в округе Сент-Луис, штат Миннесота, США. На площади 276,4 км² (273,6 км² — суша, 2,8 км² — вода), согласно переписи 2010 года, проживают 1475 человек.
Через город проходит окружное шоссе 21.
- Телефонный код города — 218.
- FIPS-код города — 27-03106[1].
- GNIS-идентификатор — 0660701[2].

## История
Город находится в восточной части железнорудного района Mesabi Iron Range. Он сформировался как поселение вокруг шахт, где добывался таконит, и обогатительного завода. Другим таким городом, выросшим неподалёку для размещения шахтёров и работников завода, стал Силвер-Бей, они строились одновременно.
Своё название город получил по имени адвоката из Нью-Йорка Judge Kurnal R. Babbitt, бывшего главным юрисконсультом и директором нескольких горнодобывающих компаний.
Город окружён национальным лесом Superior National Forest, и поэтому на улицах города можно встретить диких животных: оленей, волков, чёрных медведей.

## Демография
По данным переписи 2010 года население города Баббитт составляло 1475 человек, 707 домашних хозяйств и 435 семей. Плотность населения — 5,4 чел. на км², плотность размещения жилья (насчитывается 818 построек) — 3 на км². Расовый состав: белые — 98,1 %, афроамериканцы — 0,2 %, коренные американцы — 0,3 %, азиаты — 0,2 %, представители двух и более рас — 1,3 %.
Из 707 домашних хозяйств 49,2 % представляли собой совместно проживающие супружеские пары (20,2 % с детьми младше 18 лет), в 8,3 % семей женщины проживали без мужей, в 4 % семей мужчины проживали без жён, 38,5 % не имели семьи. В среднем домашнее хозяйство ведут 2,07 человек, а средний размер семьи — 2,6 человека.
Население города по возрастному диапазону по данным переписи 2010 года распределилось следующим образом: 17,1 % — жители младше 18 лет, 4,3 % — между 18 и 24 годами, 19,1 % — от 25 до 44 лет, 28,2 % — от 45 до 64 лет, 31,3 % — в возрасте 65 лет и старше. Средний возраст населения — 51,1 год. От общего числа жителей 47,9 % мужчин и 52,1 % женщин.
По состоянию на 2000 год медианный доход на одно домашнее хозяйство в городе составлял $33229, доход на семью $37137. У мужчин средний доход $38214, а у женщин — $24531. Средний доход на душу населения — $18853. 3,6 % семей или 6,1 % населения находились ниже порога бедности, в том числе 8,5 % молодёжи младше 18 лет и 1,9 % взрослых в возрасте старше 65 лет.